# Hirondelle de la mer Rouge
Petrochelidon perdita
Espèce
Synonymes
- Hirundo perdita (protonyme)

Statut de conservation UICN

 DD  : Données insuffisantes
L'Hirondelle de la mer Rouge (Petrochelidon perdita) est une espèce de passereaux de la famille des Hirundinidae, considérée comme endémique du Soudan mais qui pourrait vivre aussi sur les côtes d'Arabie saoudite et dans la vallée du Grand Rift, en Éthiopie.
Elle n'est connue que par un seul individu provenant du phare de Sanganeb, au nord-est de Port-Soudan.